# Mas la Rovira (Olost)
El Mas la Rovira és una masia d'Olost (Lluçanès) inclosa a l'Inventari del Patrimoni Arquitectònic de Catalunya.

## Descripció
Edifici de planta rectangular orientat a migdia amb teulada a dos vessants amb el carener perpendicular a la façana principal. Al mig de la caixa d'escala hi ha una torre. A la façana principal destaca l'entrada de pedra treballada, amb arc rebaixat i guardapols amb un recorregut geomètric, sobre del qual hi ha l'escut del llinatge de la casa. A la part dreta de la façana principal hi ha un cos afegit a finals del segle xix, amb tres arcades de mig i una galeria. Darrera la casa hi ha un pou cisterna del segle xviii.

## Història
La casa està documentada a partir del 1200. L'any 1427, Llorenç Rovira es casa amb Raimunda com consta en el llibre d'Actes Notarials.